# Rozsdás nádiposzáta

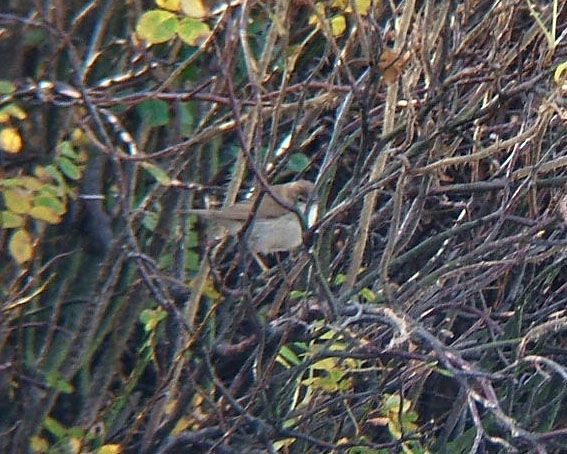

A rozsdás nádiposzáta (Acrocephalus agricola) a madarak osztályának verébalakúak (Passeriformes) rendjébe és a nádiposzátafélék (Acrocephalidae) családjába tartozó faj.

## Rendszerezése
A fajt Thomas C. Jerdon írta le 1845-ben, a Sylvia nembe Sylvia (acrocephalus) agricola néven.

## Alfajai
- Acrocephalus agricola agricola (Jerdon, 1845) – Közép-Ázsiában költ, kelet-Irán és az Indiai szubkontinens területén költ;
- Acrocephalus agricola capistrata (Severtsov, 1873) – költési területe Kazahsztántól nyugat-Mongóliáig, északkelet-Iránig és északnyugat-Kínáig, télen az Indiai szubkontinens területén, valamint Nepáltól észak-Mianmarig;
- Acrocephalus agricola septima (Gavrilenko, 1954) – költési területe kelet-Bulgáriától dél-Ukrajnán keresztül nyugat-Kazahsztánig valamint nyugat-Törökország és Örményország, télen délkelet-Irán, dél-Pakisztán, kelet-India területére vonul.

## Előfordulása
Európa és Ázsia száraz mérsékelt övi zónájában  él. Telelni a trópikus délre vonul. Erdős sztyeppeken, félsivatagi és sivatagi területeken ugyanúgy előfordul, mint sós és édesvízi tavaknál.

### Kárpát-medencei előfordulása
Magyarországon rendkívül ritka kóborló, 15 hazai előfordulása ismert, melyek többsége eltévedt vonuló madár volt.

## Megjelenése
Testhossza 13 centiméter, szárnyfesztávolsága 15–18 centiméter, testtömege pedig 8–13 gramm. Felső része sötétbarna, alsó piszkosfehér.

## Életmódja
Nádasban gerinctelen állatokat keres, rovarokat és pókokat.

## Szaporodása

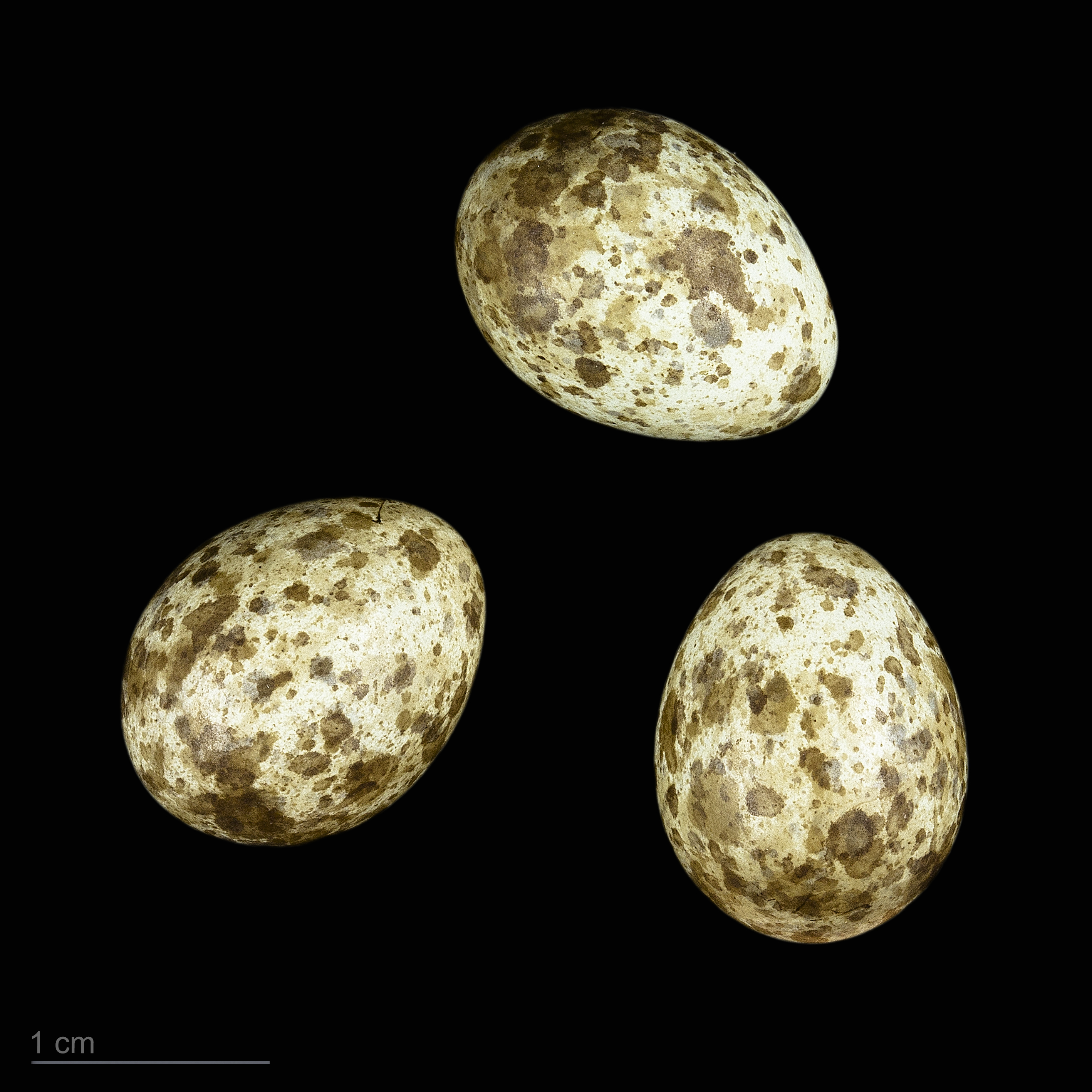
Acrocephalus agricola

Nádasban 4-5 szál nádat összefogva, készíti el fészkét. Fészekalja 4-6 tojásból áll, melyen 12 napig csak a tojó kotlik.

## Védettsége
Magyarországon védett, természetvédelmi értéke 25 000 Ft.